# Pic de Llena
El Pic de Llena és una muntanya de 2.600,1 m d'altitud del terme municipal de Sarroca de Bellera, situada prop del límit amb la Torre de Cabdella, tots dos del Pallars Jussà. Tanmateix, havia pertangut al terme municipal de Benés, de l'Alta Ribagorça, agregat al de Sarroca de Bellera el 1970.
És a la Serra dels Tres Pessons, al sud-oest del Tossal Llarg, a la part nord del terme de Sarroca de Bellera.
Aquest cim està inclòs al llistat dels 100 cims de la FEEC